# ティエラ・デル・フエゴ

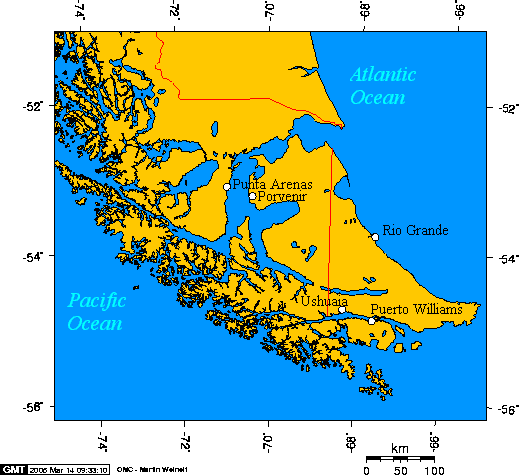
ティエラ・デル・フエゴ

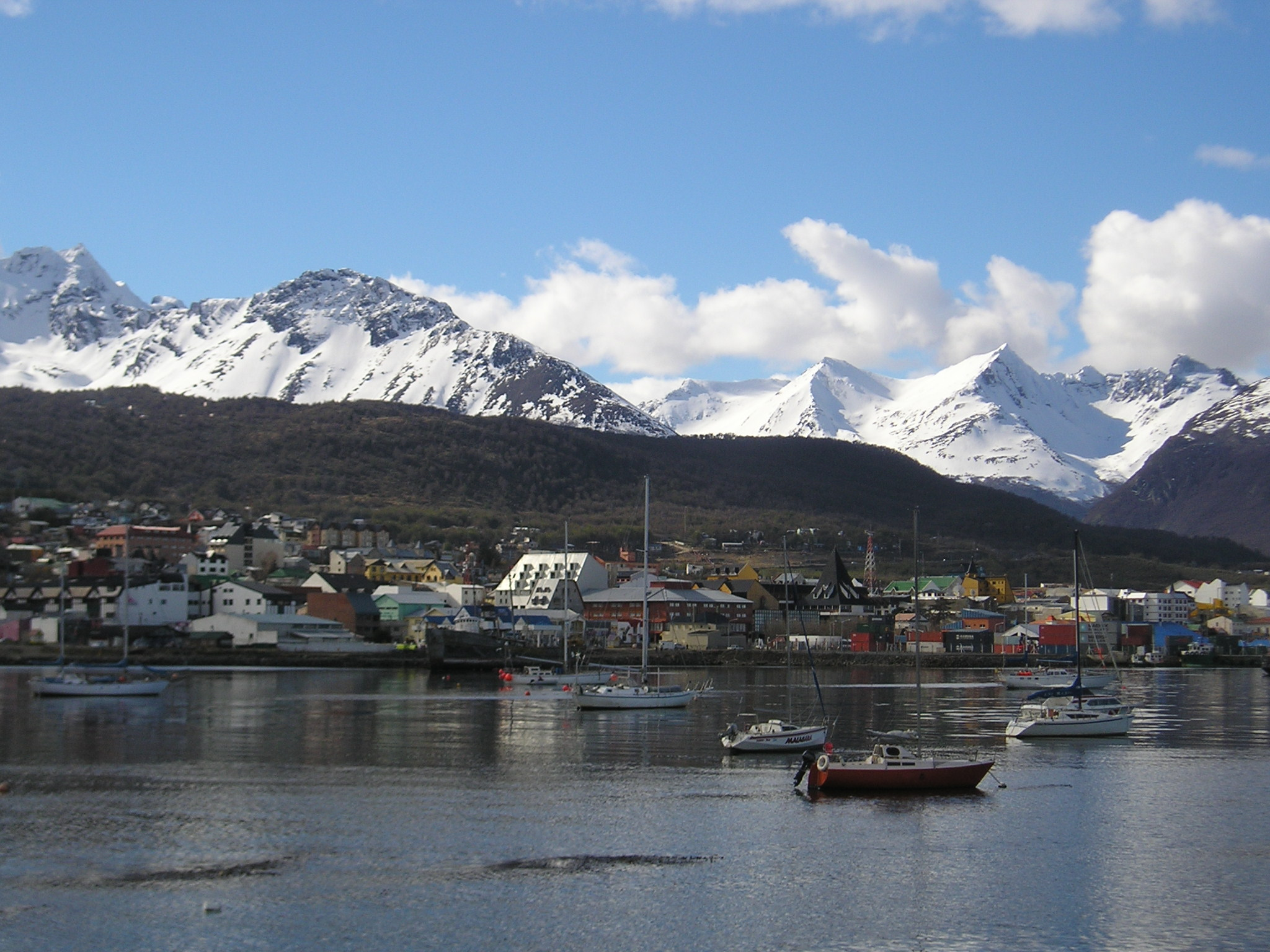
世界最南端の都市ウスアイア

ティエラ・デル・フエゴ（スペイン語: Tierra del Fuego）は、南アメリカ大陸南端部に位置する、チリとアルゼンチンが分割して領有する諸島。日本語に直訳すると「火の土地」となる。フエゴ諸島とも。面積70,640平方キロメートル。

## 概要
フエゴ島が面積の大半、4万7992 km²を占める。チリ領はフエゴ島西部、デソラション島、サンタ・イネス島、ドーソン島、オステ島、ナバリノ島、ウォラストン諸島、エルミテ諸島、および南にやや離れたディエゴ・ラミレス諸島などからなる。アルゼンチン領はフエゴ島東部、およびフエゴ島の東に位置するロス・エスタードス島などからなる。南アメリカ最南端のホーン岬（オルノス岬）はチリ領のエルミテ諸島のオルノス島にある。
北の南米大陸本土とは狭いマゼラン海峡で、南の南極大陸とは広いドレーク海峡でへだてられている。西は太平洋、東は大西洋である。
1520年、世界一周の航海の途上でマゼラン海峡を通過したフェルディナンド・マゼランが発見した。スペイン語でティエラは陸地、フエゴは火の意味で、島に多数の焚き火を見たことから名づけられた。焚き火は先住民族のヤーガン族のもので、半裸の生活を送っていたヤーガン族が暖をとるために熾していた火とも、マゼランの艦隊を見て出した警報の火とも言われる。
アルゼンチン側はティエラ・デル・フエゴ州をなし、ティエラ・デル・フエゴ国立公園に指定されている。州都はフエゴ島にあるウスアイアで、世界最南端の都市とされる。チリ側は、マガジャネス・イ・デラ・アンタルティカ・チレーナ州（XII州）の南端である。
きわめて寒冷で、農牧業は放牧がわずかに行われるのみである。地下資源が豊富で、金や石油を産出する。
フエゴ島には北部のロマス湾、東部の大西洋岸保護区、東端のミトレ半島および南部のウスアイア付近のビンシゲラ氷河と関連する泥炭湿原の4ヶ所のラムサール条約登録地がある。一帯にはナンキョクブナ属、ウシノケグサ属、カヤツリグサ科、ミズゴケ属、Astelia pumila、Donatia fascicularis、モウセンゴケ属のDrosera unifloraなどの植物が生え、コオバシギ、アメリカオグロシギ、コシジロウズラシギ、マゼランチドリ、チリーフラミンゴ、チャガシラコバシガン、ミナミイワトビペンギンなどの鳥類およびチリカワウソ、ミナミウミカワウソなどの哺乳類が生息している。また、周辺の海域にはオオウキモ、Durvillaea antarcticaなどの藻類が生える。
ビーグル海峡内部をはじめ、島周辺にはミナミセミクジラや希少な固有種のイルカ類（ハラジロイルカなど）を含む多様な鯨類、鰭脚類、ペンギンなどの鳥類など、多種多様な生物層が観察できる豊かな自然環境が残っている。

## 所属する島

### 有人島
- フエゴ島　Isla Grande de Tierra del Fuego
人口約13万3000人　面積4万8110平方キロメートル　チリとアルゼンチンの分割統治
- ナバリノ島　Isla Navarino
人口約3000人　面積2473平方キロメートル　チリ領
- ドーソン島　Isla Dawson
人口301人（2002年）　面積1290平方キロメートル　チリ領
- オルノス島　Isla Hornos
人口4人　面積28.29平方キロメートル　チリ領　ホーン岬がある。

### 無人島
- オステ島　Isla Hoste
面積4117平方キロメートル　チリ領　「偽ホーン岬」がある。
- サンタ・イネス島　Isla Santa Inés
面積3688平方キロメートル　チリ領
- ロス・エスタードス島 Isla de los Estados
面積534平方キロメートル　アルゼンチン領

## 市町村

### アルゼンチン
- ウスアイア　Ushuaia

人口56,825人（2010年）　フエゴ島
- リオ・グランデ　Río Grande

人口69,000人（2010年）　フエゴ島

### チリ
- ポルベニール　Porvenir

人口5078人　ポルベニール郡（La comuna de Porvenir）で5465人　フエゴ島
- プエルト・ウィリアムズ　Puerto Williams

人口約2,262人　ナバリノ島
座標: 南緯54度 西経70度 / 南緯54度 西経70度